# Rahaji
Le rahaji (en anglais Red Bororo) est une des plus grosses races de zébu. En 1992 elle comptait pour 22 % de la population de zébus du Nigeria, la troisième en importance dans ce pays.

## Description
Elle se distingue par sa robe bourgogne foncé, ses oreilles pendantes et longues et ses cornes épaisses.
Elle est adaptée aux régions arides et semi-arides et lors des transhumances au Nigeria elle se déplace rarement au sud de Kaduna dans la saison des pluies. Sauf quelques groupes isolés du plateau de Mambila.